# Université de Barcelone

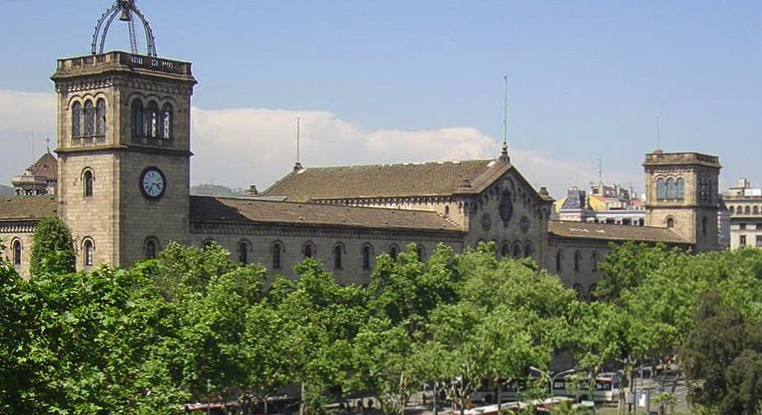
Bâtiment de l'université de Barcelone.

L'université de Barcelone (en catalan : Universitat de Barcelona) (UB) est une université catalane publique dont le siège est à Barcelone, capitale de la Catalogne. Ses facultés sont distribuées entre divers campus répartis dans la ville et ses environs : les campus de la place Université, Diagonal, Bellvitge, Mundet, Sants et l'hôpital clinique de Barcelone. Elle est membre de la Ligue européenne des universités de recherche depuis le 1er janvier 2010.

## Histoire
L'institution a été fondée en 3 novembre 1450. Elle a été forcée de se déplacer à Cervera au XVIIIe siècle durant quelque 150 ans et elle est revenue à Barcelone au XIXe siècle.

## Études dispensées
- Philologie
- Philosophie
- Géographie
- Histoire
- Histoire des Arts
- Anthropologie
- Beaux-Arts
- Mathématiques
- Médecine
- Odontologie
- Pédagogie
- Sciences de l'éducation
- Économie
- Droit
- Sociologie
- ADE
- Sciences actuarielles et financières
- Investigation et techniques de marché
- Biologie
- Psychologie
- Pharmacie
- Chimie
- Physique
- Géologie
- Sciences environnementales
- Ingénierie électronique supérieure
- Ingénierie géologique
- Ingénierie chimique
- Ingénierie technique en informatique des systèmes
- les langues

## Personnalités liées à l'université

### Professeurs
- Dámaso Alonso, poète, philologue et critique littéraire.
- Joaquim Veà Baró, primatologue.
- José Manuel Blecua Teijeiro, philologue et historien de la littérature.
- José Casares Gil, chimiste, fondateur de l'école moderne de chimie en Espagne.
- Américo Castro, historien.
- Pierre Deffontaines, géographe, directeur de l'Institut français de Barcelone.
- María Teresa Fernández de la Vega, femme politique, première vice-présidente du gouvernement espagnol.
- Ernest Lluch Martín, économiste, historien de l'économie, ancien ministre espagnol de la Santé, assassiné par l'ETA le 21 novembre 2000.
- Jesús Mosterín, anthropologue et philosophe.
- Jordi Sabater Pi, primatologue et éthologue.
- Jordi Solé Tura, ancien ministre espagnol, juriste, un des pères de la Constitution de 1978.
- Eduard Vieta, professeur de psychiatrie

## Autre information
Elle est membre du Groupe de Coimbra et du réseau d'universités institut Joan Lluís Vives.